# Кофілд (Північна Кароліна)
Кофілд (англ. Cofield) — селище (англ. village) в США, в окрузі Гертфорд штату Північна Кароліна. Населення — 267 осіб (2020).

## Географія
Кофілд розташований за координатами 36°21′24″ пн. ш. 76°54′38″ зх. д. / 36.35667° пн. ш. 76.91056° зх. д. (36.356689, -76.910517).  За даними Бюро перепису населення США в 2010 році селище мало площу 8,13 км², уся площа — суходіл.

## Демографія
Згідно з переписом 2010 року, у селищі мешкало 413 осіб у 176 домогосподарствах у складі 106 родин. Густота населення становила 51 особа/км².  Було 216 помешкань (27/км²).
Расовий склад населення:
| - 82,1 % — чорних або афроамериканців - 7,7 % — білих - 5,1 % — корінних американців - 3,1 % — осіб інших рас |

До двох чи більше рас належало 1,9 %. Частка іспаномовних становила 3,4 % від усіх жителів.
За віковим діапазоном населення розподілялося таким чином: 22,5 % — особи молодші 18 років, 62,2 % — особи у віці 18—64 років, 15,3 % — особи у віці 65 років та старші. Медіана віку мешканця становила 43,1 року. На 100 осіб жіночої статі у селищі припадало 67,2 чоловіків;  на 100 жінок у віці від 18 років та старших — 65,8 чоловіків також старших 18 років.
Середній дохід на одне домашнє господарство  становив 59 150 доларів США (медіана — 32 917), а середній дохід на одну сім'ю — 94 215 доларів (медіана — 39 327). За межею бідності перебувало 28,0 % осіб, у тому числі 26,8 % дітей у віці до 18 років та 36,4 % осіб у віці 65 років та старших.
Цивільне працевлаштоване населення становило 115 осіб. Основні галузі зайнятості: освіта, охорона здоров'я та соціальна допомога — 30,4 %, виробництво — 20,9 %, мистецтво, розваги та відпочинок — 12,2 %, публічна адміністрація — 9,6 %.